# Katherine Rawls
Katherine Rawls (n. 14 iunie 1917, Tennessee, SUA – d. 8 aprilie 1982, White Sulphur Springs⁠(d), Virginia de Vest, SUA) a fost o aviatoare ce a reprezentat Statele Unite ale Americii, medaliată olimpică. A participat la 2 ediții ale Jocurilor Olimpice (1932, 1936) în care a câștigat 4 medalii de argint și o medalie de bronz.